# Jacinta Escudos
Jacinta Escudos, née en 1961, est une écrivaine salvadorienne.

## Œuvres
- Letter from El Salvador (1984)
- Apuntes de una historia de amor que no fue (1987)
- Contra-coriente (1991)
- Cuentos Sucios (1997)
- El Desencanto (2001)
- Felicidad doméstica y otras cosas aterradoras (2002)
- A-B-Sudario (2003)
- El Diablo sabre mi nombre (2008)

### Traductions françaises
- « Matière noire », traduction de Serge Mestre, in Les Bonnes Nouvelles de l'Amérique latine, Gallimard, « Du monde entier », 2010  (ISBN 978-2-07-012942-3)